# Monumento a Bohdan Chmel'nyc'kyj
Il Monumento a Bohdan Chmel'nyc'kyj (in ucraino Пам'ятник Богданові Хмельницькому?, in russo Памятник Богдану Хмельницкому?) si trova in piazza Sofia a Kiev, in Ucraina.

## Storia

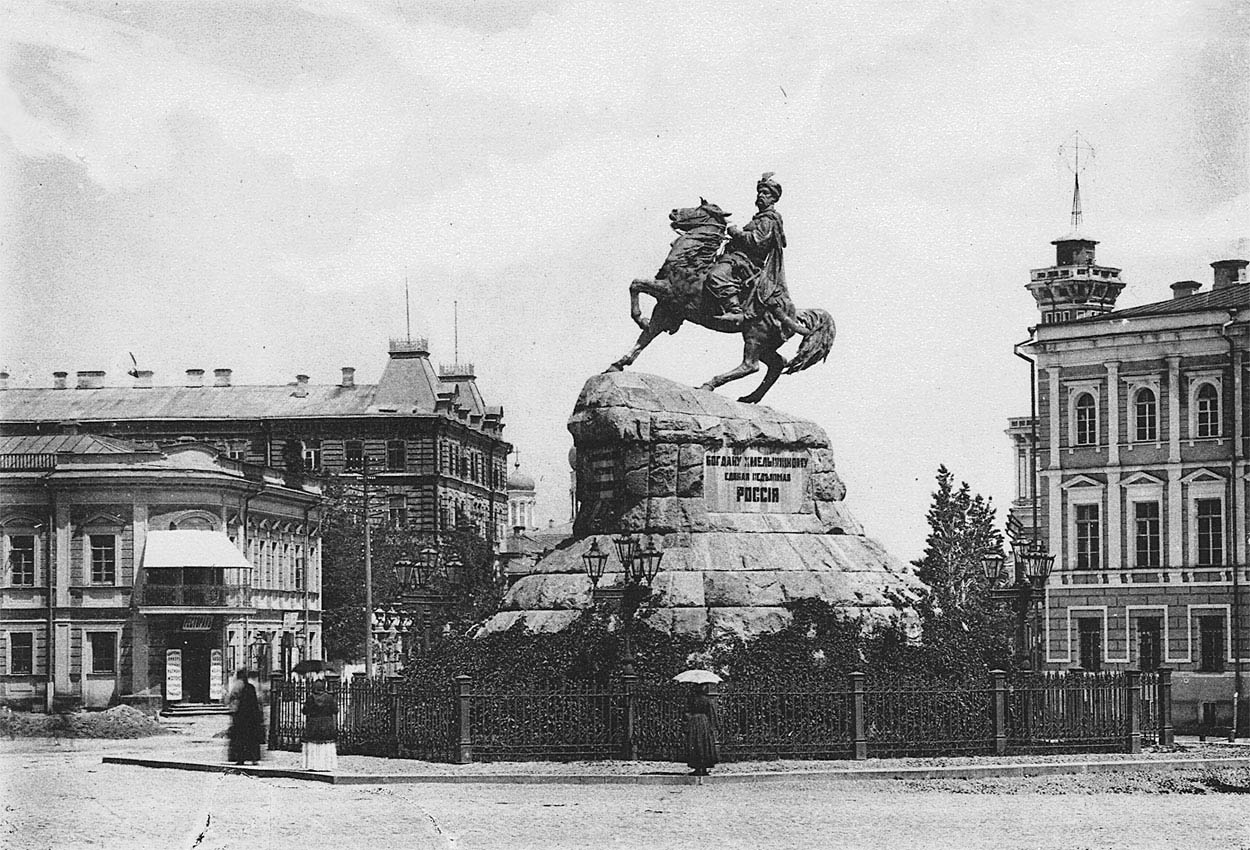
Immagine della piazza col monumento nel 1916

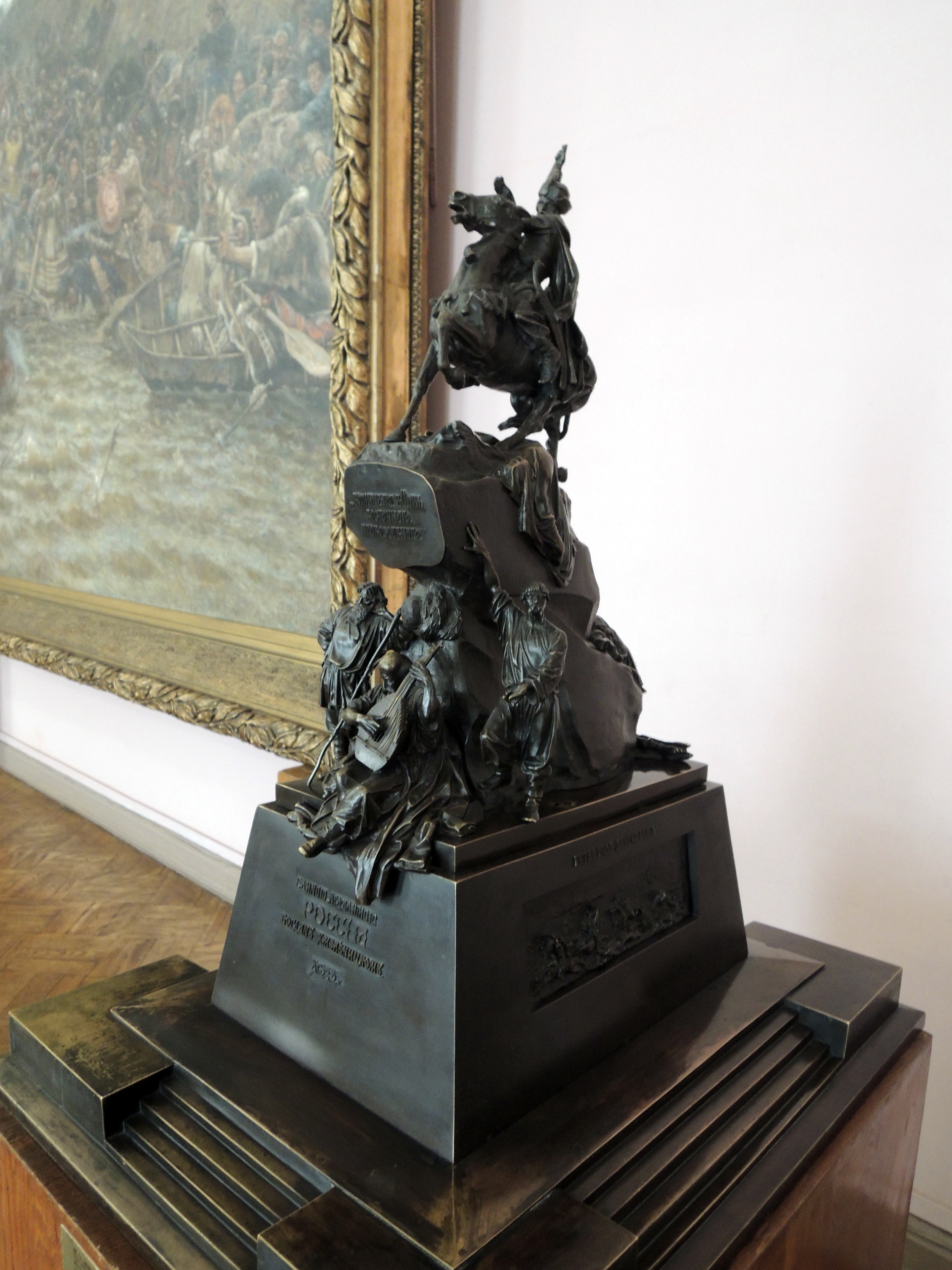
Modello originale per la scultura conservato in museo

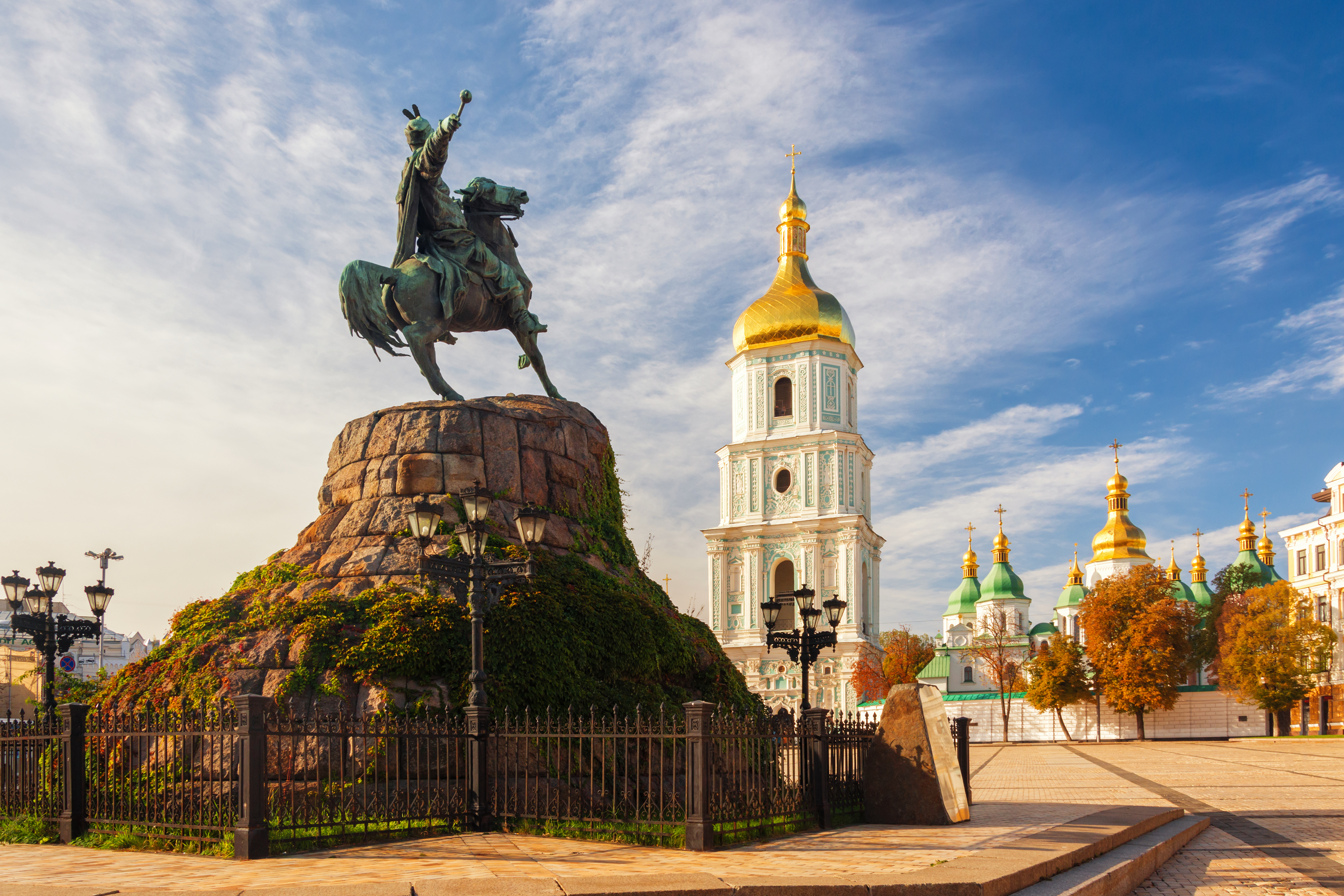
Piazza Santa Sofia col monumento e la cattedrale di Santa Sofia

Il monumento venne eretto nel 1888, opera dello scultore russo Michail Mikešin, ed è uno dei più antichi monumenti urbani di Kiev, simbolo della città.
Il modello per la fusione del monumento viene conservato in museo ma il lavoro finito si è discostato dal progetto iniziale eliminando le figure sotto il cavallo.
La scelta del sito sul quale è posto vuole ricordare che in questo luogo il 23 dicembre 1648 gli abitanti incontrarono Bohdan Chmel'nyc'kyj alla guida dei suoi cosacchi che era entrato in città attraverso la Porta d'Oro dopo la vittoria sull'esercito polacco.

## Descrizione

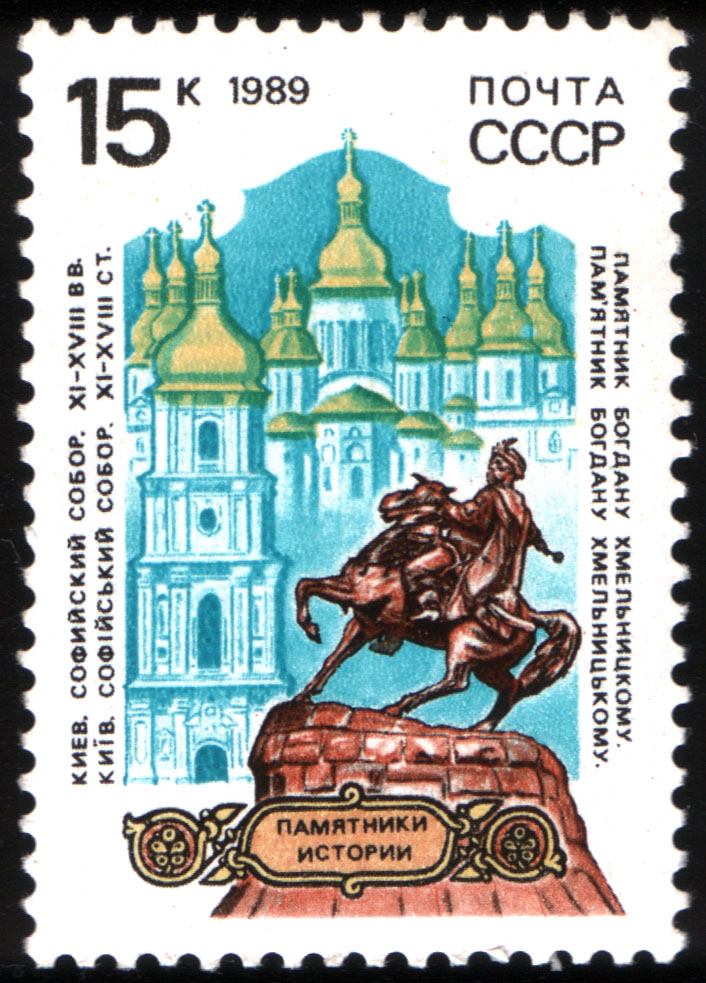
Francobollo emesso dall'Unione Sovietica nel 1989

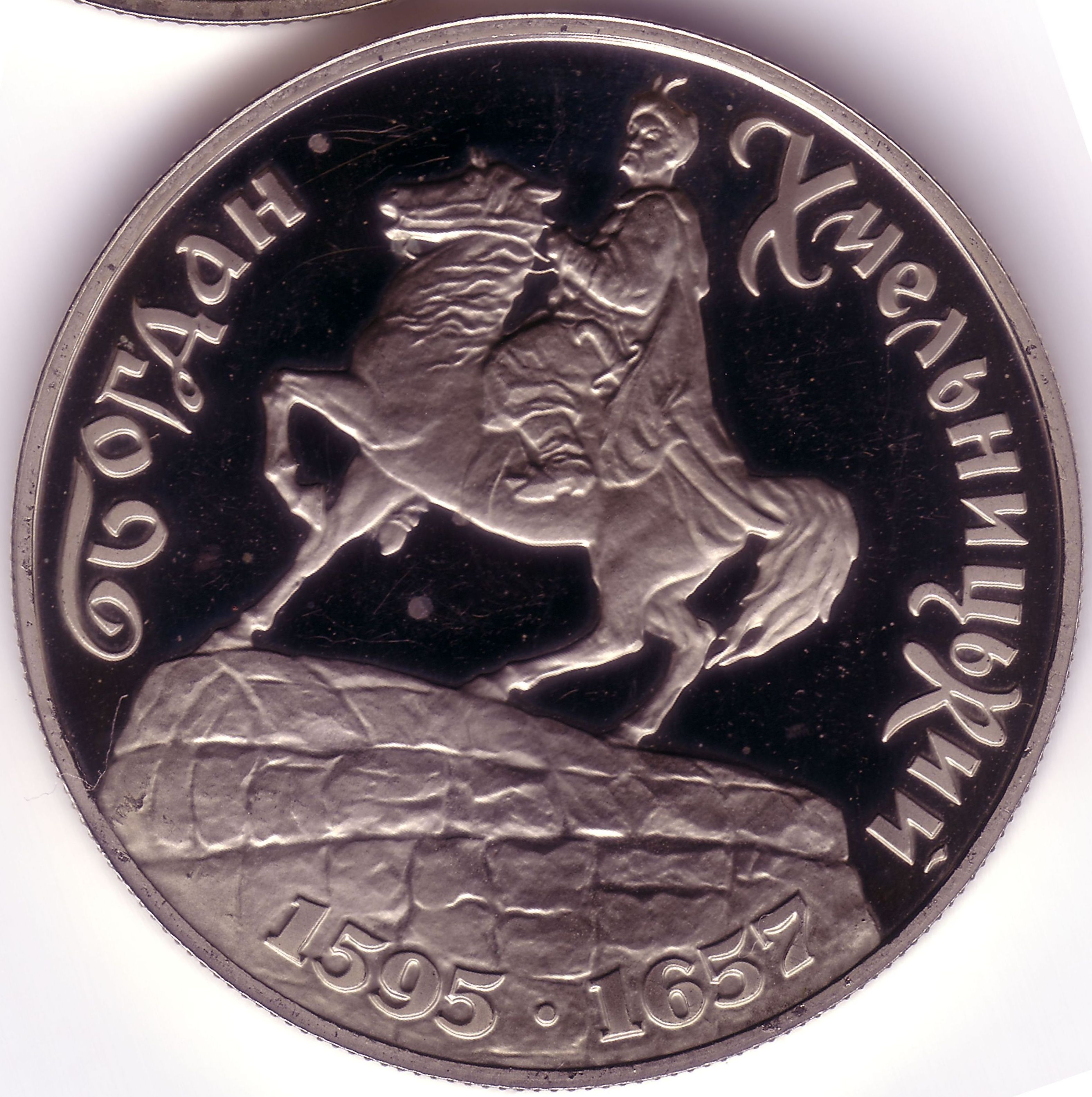
Moneta coniata dall'Ucraina nel 1995

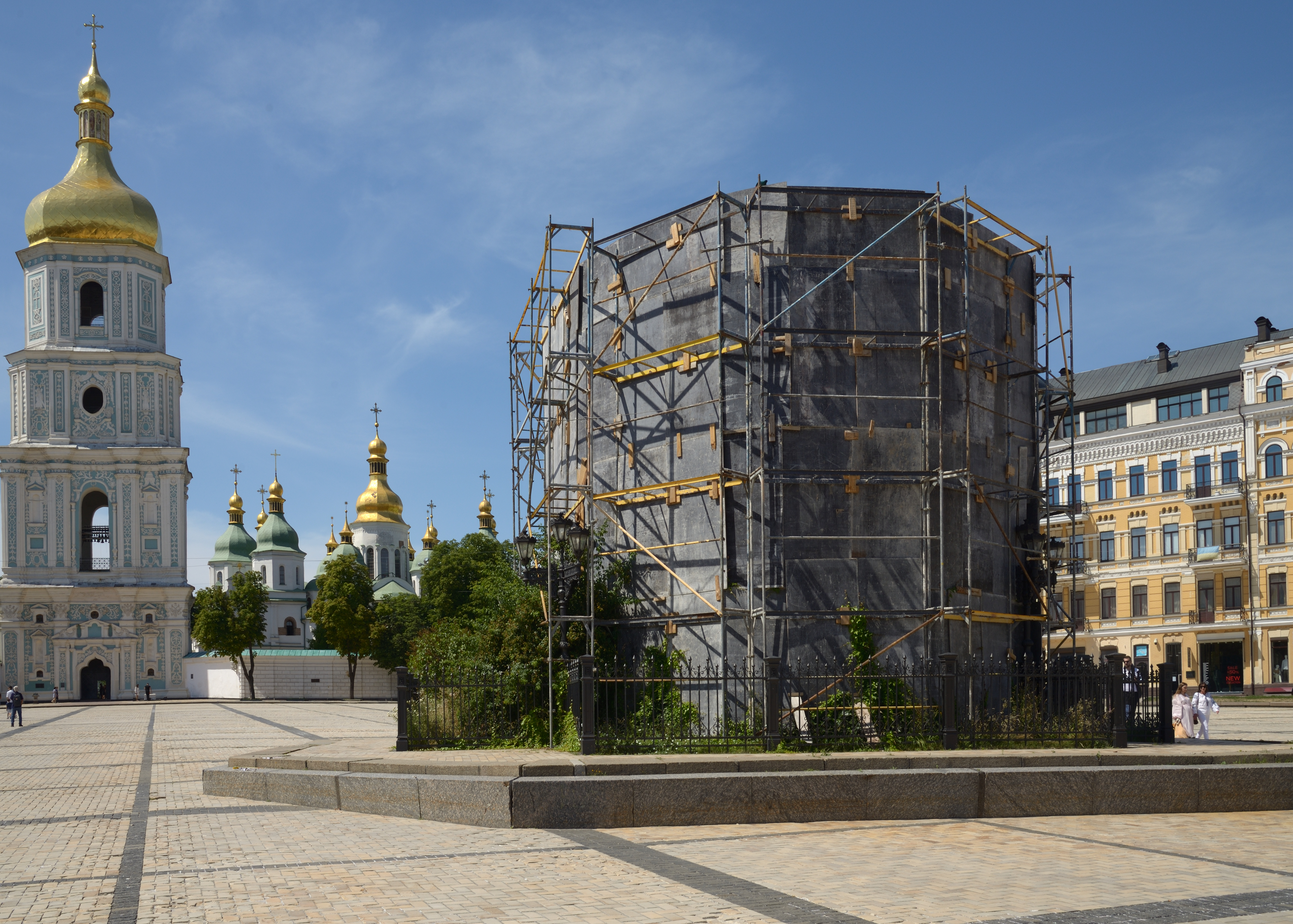
Monumento messo al riparo dai bombardamenti russi. Luglio 2022

Il monumento si trova in Piazza Sofia e unisce idealmente la cattedrale di Santa Sofia e il monastero dorato di San Michele.
Bohdan viene raffigurato a cavallo nell'atto di richiamare le persone intorno a lui. Il piedistallo è relativamente basso e in tutto il monumento è alto 10 metri e 85 centimetri.

## Nella cultura di Massa
- Il monumento viene ricordato i vari francobolli, come quello emesso nel 1989 dall'Unione Sovietica.
- Nel 1995 l'Ucraina ha coniato una moneta commemorativa con immagine analoga.